# ドイツ鉄道423形電車
ドイツ鉄道423形電車（DBAG Baureihe 423）は、ドイツ鉄道のSバーン向けに設計された交流電車である。従来の420形電車の後継ならびに大都市近郊の客車普通列車の置換用として、1998年から2007年にかけて4両編成462本が製造された。
423形を基本とした派生系列として、ハノーファーSバーン用の424形、地域列車用の425形およびその2両編成版となる426形が製造されている。2007年以降のSバーン用電車の製造は改良型の422形に移行した。

## 車体と設備

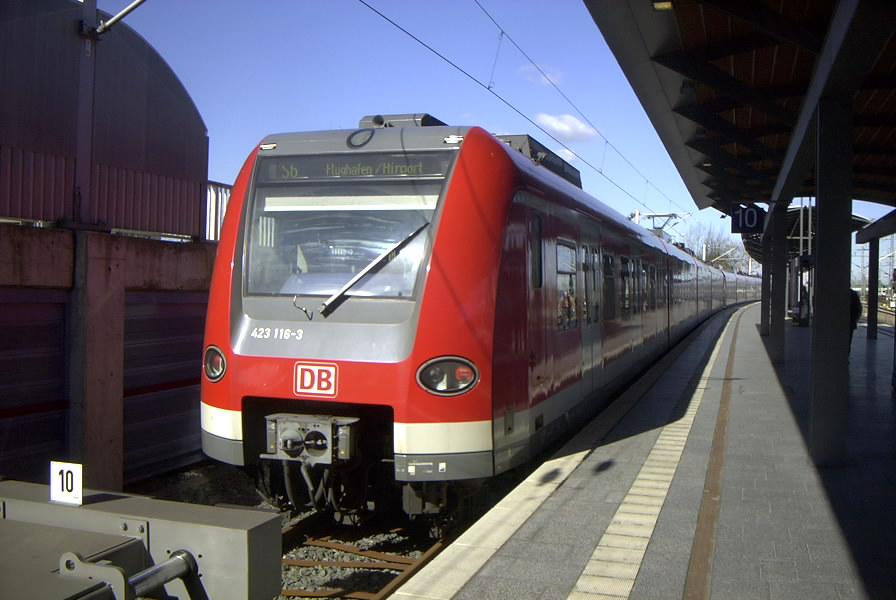
ハノーファーSバーンの423形電車

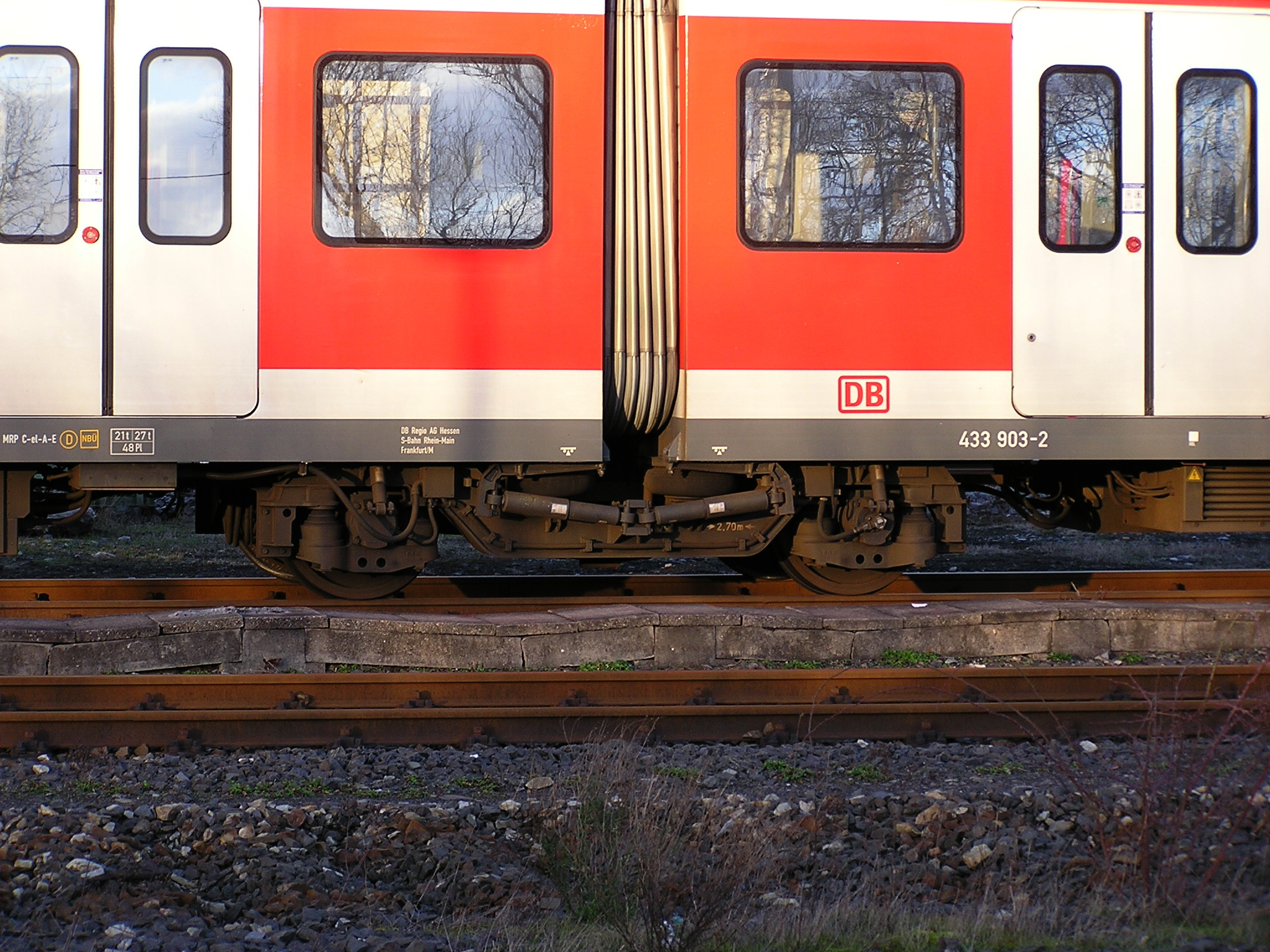
台車部分

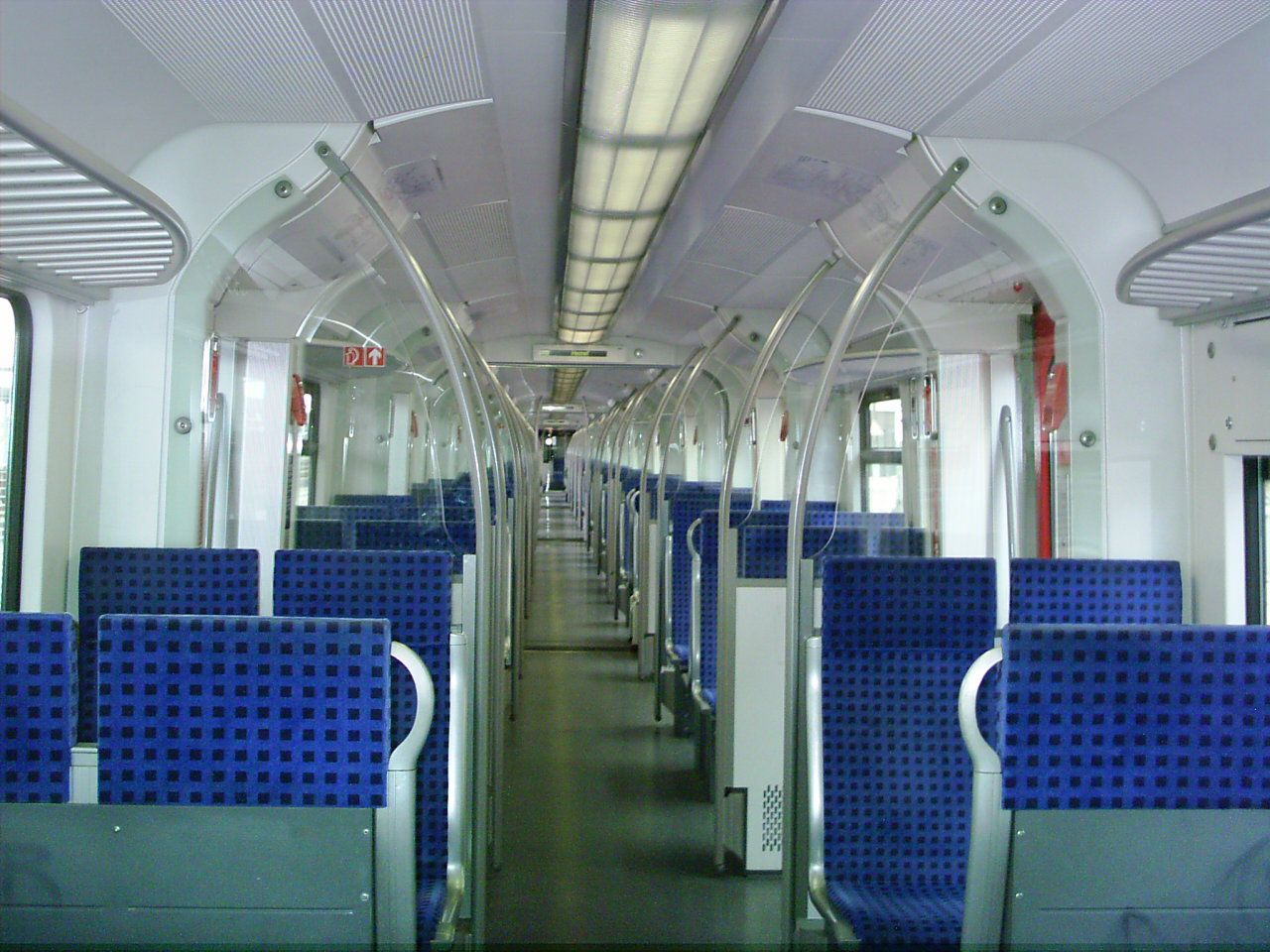
車内

1編成4両で構成され、連接式となっている。編成長は67.5mで、これは420形電車（非連接3両編成）の編成長とほぼ同じである。
車体はアルミニウム製で、軽量化や消費電力削減が図られている。前面は傾斜した非貫通形状で、大型一枚窓を有しており、上部に行先表示器、下部に密着連結器を備える。側面は1両につき両開きドア（半自動式）を3個有しているが、プラグドア方式で、ドアが閉まっている時は側面がフラットになる。
車体色は、ドイツ鉄道のコーポレートカラーである「交通赤色」(Verkehrsrot)で、車体下部に灰色の細帯を、側窓上部と車体下部に白に細帯を有する。また、側扉は白に塗装されている。ただし、1等車の部分のみ、側窓上部の細帯は黄色（1等車を示す色）である。
車内は、両端の運転室の後ろと運転室に最も近いドアとの間が1等席で、その他は2等席となっている。座席はクロスシートであるが、両端の車両には自転車を積み込むスペースがある。また、1両目にはトイレが設置されている。また、冷房付である。
制御装置はインバータ制御方式で、編成中に5台ある台車のうち中央の1台のみが付随台車で、他の4台は電動台車となっている。集電装置は2両目にシングルアームパンタグラフを1台有する。電動機出力は1台あたり293.75kWで、編成全体で2,350kWとなる。最高速度は140km/hである。
両端の先頭車は423形、中間の2両は433形を名乗る。車両番号は第1編成の場合で見ると、1両目から、423 001 - 433 001 - 433 501 - 423 501となる。3両目と4両目には500が加算される。

## 運用現況
現在423形は、フランクフルト都市圏・ミュンヘン都市圏・デュッセルドルフ・ケルン都市圏・シュトゥットガルト都市圏で主に運用されている。 

### ミュンヘンSバーン
ミュンヘンのSバーンは、420形車両が30年以上運用されていたため、ドイツで423形が投入された最初のSバーン路線網となった。しかし初期の編成は2000年にミュンヘンへは直接投入されず、ハノーファー万国博覧会で輸送車両として使用された。これは本来ハノーファーで使用されるはずだった424形の車両の承認が遅れ、運用開始が間に合わなかったためである。その後2000年秋から2年以内に211本がミュンヘンSバーンに投入された。420形と423形は互いに連結出来ないので、423形は路線ごとにまとまって投入された。2004年23本、2005年4本の編成が増備され、2014年12月までミュンヘンSバーンでは423形だけが運用される事になった。車内には一等席がない。
バイエルン鉄道会社 (Bayerische Eisenbahngesellschaft mbH、BEG) はバイエルン州とSバーン車両の改造契約を結び、2018年3分期に最初の車両改造が行われた。乗客の荷物を置くスペースが確保され、座席が192席から166席に減少した分、乗車人員は544人から612人に増加した。また、運行情報を表示するモニターが設置され、列車の現在位置・乗り換え情報・機械故障や遅延時間情報が提供される。両先頭車には、自転車を持ち込んでいる人・車椅子に座る人・乳母車を持つ人などのための多目的空間が設置された。。車内の安全性をより高めるため、きのこ形の握り棒 (Haltepilzen) 及び袖仕切り部への握り棒の設置が行われた。また、窓の上および天井に、照度調節の可能なLED照明が新たに設置された。車内の改造以外にも車両のメンテナンスが行われ、新たに塗装され落書き防止膜も備えられた。
- 現在の運行系統：S1、S2、S3、S4、S6、S7、S8、S20 (一部)
- かつての運行系統：S5、S27

### ライン＝マインSバーン
ライン＝マインSバーン路線の中でS2 - S6系統は現在423形のみで運用されている。S8・S9系統への運用はこれまで稀であったが、2014年8月からは平日のみS9系統でも運用されるようになった。2010年初め第444 - 456編成において、扉の安全装置の問題が解決された後、運用が開始された。
2013年から430形電車と仕様を近づけるための改造が行われた。総費用は約1億ユーロで、改造はハーゲンの工場で行われた。車両は新たに塗装され、より快適な座席とLED照明が車内に設置された。扉の周りは視覚障害者のために視覚・触覚面における手直しが行われ、また、車内に運行案内モニターが設置された。車椅子使用者のためのボタンも追加され、天井と内壁が新たに塗装され、そして監視カメラも設置された。多目的空間には折り畳み座席が片側のみに設置され、反対側に車椅子・自転車・乳母車を置く場所が確保されている。
- 現在の運行系統：S2、S3、S4、S5、S6、S9 (一部)
- かつての運行系統：S1、S8

### シュトゥットガルトSバーン
| 号車           | 1                                                                                  | 2                                                                                  | 3                                                                                  | 4                                                                                  |
| 形式・車両番号 | 94 80 0423 xxx-y D-DB                                                              | 94 80 0433 xxx-y D-DB                                                              | 94 80 0433 wxx-y D-DB                                                              | 94 80 0423 wxx-y D-DB                                                              |
| 車両種類       | 制御電動車                                                                         | 電動車                                                                             | 電動車                                                                             | 制御電動車                                                                         |
| 備考           | - 数量: 60本 - 現在の運行系統：S3、S6、S60、S62 - かつての運行系統：S1、S2、S4、S5 | - 数量: 60本 - 現在の運行系統：S3、S6、S60、S62 - かつての運行系統：S1、S2、S4、S5 | - 数量: 60本 - 現在の運行系統：S3、S6、S60、S62 - かつての運行系統：S1、S2、S4、S5 | - 数量: 60本 - 現在の運行系統：S3、S6、S60、S62 - かつての運行系統：S1、S2、S4、S5 |

シュトゥットガルトSバーン路線の中でS3、S6、S60、S62系統に現在423形が運用されている。
2013年から423形は、ライン＝マインSバーン車両と同じく、430形電車と仕様を近づけるための改造が行われた。同年7月1日、最初の改造車両が公開された。車両の塗装、座席の交換、LED照明及び運行案内モニターの設置はフランクフルトの車両と同じく行われた。2016年10月12日に最後の改造がプローヒンゲンの工場で行われた。1編成当たりの投資金額は50万ユーロであった。

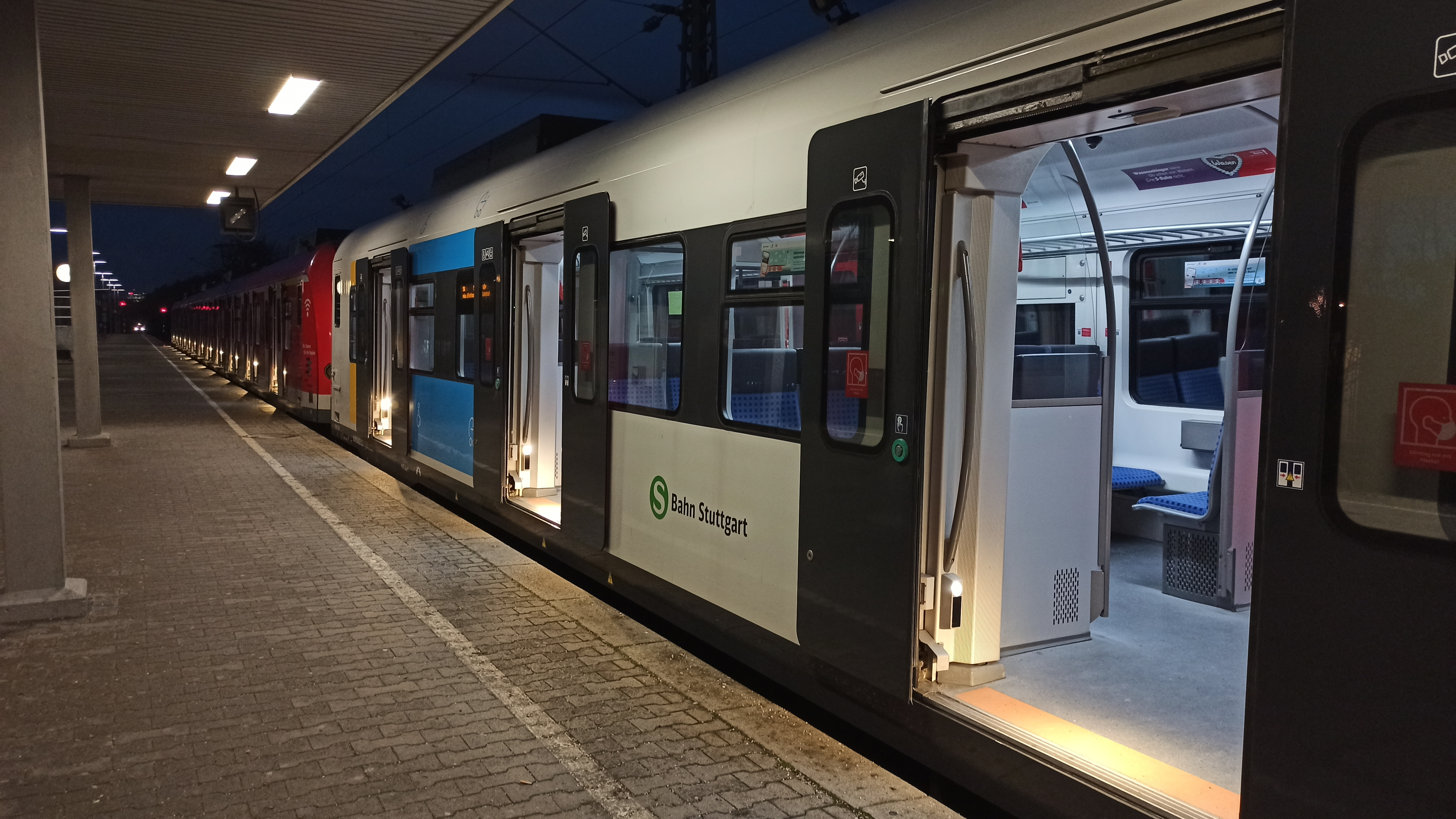
新塗色の423形電車（シュトゥットガルト）

2022年以降、新しいデザインにより電車は灰白色で段階的に塗られている。2020年7月にドイツ鉄道は423形電車および430形電車にETCS車上装置および自動列車運転装置を設置する事業を発注して、アルストムが2021年6月23日にそのプロジェクトをおよそ1億3000万ユーロの費用で引き受けた。未来形鉄道移動通信システム（Future Railway Mobile Communication System, FRMCS）が通信網として採択されて、車両にはETCSレベル2の特定仕様に対応する車上装置と運行記録データを処理する自動列車運転装置が装着される予定である。2022年3月22日に最初の車両がヘニヒスドルフ工場に入庫して、車上装置検査およびソフトウェア検証のあとに、使用承認を受ける。1990年代末に生産された車両の場合、改造費用が相対的に高かった。ETCSの制動減速パターンのモデルは走行速度・編成車両の両数・勾配の変数により決定された。

### ケルンSバーン
ケルンSバーンは現在63本の423形電車を保有している。その内27本はS11系統に投入され、車内には一等席がある。残りの編成は一等席なしでS12、S19系統で運行されている。
- 現在の運行系統：S11、S12、S19